# Георгиев, Здравко (генерал-полковник)
Здравко Велев Георгиев (Калоян) (15 февраля 1914, София — 11 января 1986, София) — болгарский военно-политический деятель, член БКП, участник движения сопротивления во время Второй Мировой войны, партизан, генерал-полковник (1964). Член ЦК БКП с 1962 года. Председатель Общества ЦСКА (София). Член Болгарского олимпийского комитета. Герой Социалистического Труда (НРБ).

## Биография
С юности занимался революционной деятельностью. Пропагандировал социалистические идеи. Член РМС и БКП с 1934 г. В 1932—1936 годах обучался на юридическом факультете Софийского университета. В то время был членом обкома РМС, затем райкома РМС в Софии. Позже, инструктор ЦК РМС. Подвергался гонениям властей. В 1939 году был интернирован.
Участник коммунистического движения сопротивления во время Второй мировой войны. В сентябре 1941 года работал в Военной организации БКП в Софии. С конца 1942 года — на нелегальном положении. До 1943 года вёл нелегальную работу в армии. С апреля 1943 года — начальник штаба Первой Софийской повстанческой оперативной зоны в составе Народно-освободительной повстанческой армии Болгарии. Партизан бригады «Чавдар». В 1943 году был заочно приговорён к смертной казни.
После сентября 1944 г. — помощник командира 1-й гвардейской пехотной дивизии Болгарии.
В 1945—1947 годах учился в Военной академии имени М. В. Фрунзе и Военной академии Генерального штаба в СССР.
В 1947—1948 годах служил командиром 7-й Рильской пехотной дивизии. С октября 1948 по март 1951 года был начальником военной разведки Генерального штаба БНА. С 1 января 1950 года — заместитель начальника Генерального штаба БНА. С марта по июнь 1951 года — заместитель командующего 2-й болгарской армии. По сфабрикованному обвинению в «шпионаже в пользу Югославии» был арестован. После смерти Сталина — реабилитирован.
В 1961—1970 годах был заместителем министра обороны по погранвойскам, в 1970—1976 годах — заместитель министра внутренних дел Болгарии.
Избирался в Народное собрание Болгарии.
Автор мемуаров «Когда мы умирали. Записки начальника штаба зоны».